# Okudera Jaszuhiko
Okudera Jaszuhiko (Kazuno, 1952. március 12. –) japán válogatott labdarúgó.

## Nemzeti válogatott
A japán válogatottban 32 mérkőzést játszott, melyeken 9 gólt szerzett.

## Statisztika
| Japán válogatott | Japán válogatott | Japán válogatott |
| Időszak          | Mérk.            | gól              |
| ---------------- | ---------------- | ---------------- |
| 1972             | 6                | 1                |
| 1973             | 0                | 0                |
| 1974             | 0                | 0                |
| 1975             | 5                | 0                |
| 1976             | 8                | 7                |
| 1977             | 4                | 0                |
| 1978             | 0                | 0                |
| 1979             | 0                | 0                |
| 1980             | 0                | 0                |
| 1981             | 0                | 0                |
| 1982             | 0                | 0                |
| 1983             | 0                | 0                |
| 1984             | 0                | 0                |
| 1985             | 0                | 0                |
| 1986             | 4                | 0                |
| 1987             | 5                | 1                |
| Összesen         | 32               | 9                |